# Dasia haliana
Dasia haliana (цейлонська дасія) — вид сцинкоподібних ящірок родини сцинкових (Scincidae). Ендемік Шрі-Ланки.

## Поширення і екологія
Цейлонські дасії мешкають в посущливих районах острова Шрі-Ланка. Вони живуть в тропічних лісах, на висоті від 450 до 1200 м над рівнем моря. Ведуть деревний спосіб життя. Відкладають яйця.

## Збереження
МСОП класифікує цей вид як вразливий. Dasia haliana загрожує знищення природного середовища.